# Pavillon Paul-Comtois
Le pavillon Paul-Comtois  (CMT) est l'un des bâtiments de l'Université Laval, à Québec.

## Description
Conçu par Gilles Guité et Paul Gauthier, ce bâtiment se distingue des pavillons précédents du campus en ce qu'il rompt avec le schéma Beaux-Arts du master plan d'Edouard Fiset. Le bâtiment comportait des modules en béton préfabriqués, l'absence de façade et des traitements bruts des surfaces. Il est reconnu comme un exemple majeur de l'architecture québécoise des années 1960.
Il porte le nom de Paul Comtois, agronome et lieutenant-gouverneur du Québec de 1961 à 1966. Il comporte les locaux de la Faculté des sciences de l'agriculture et de l'alimentation, de l'école d'actuariat et de l'Université du 3e âge de Québec (UTAQ). On y retrouve de plus le Groupe d'études en nutrition publique (GENUP), le Centre de recherche en sciences et technologies du lait (STELA), le Centre de recherche en économie agroalimentaire (CRÉA), et le Groupe de recherche en économie et politique agricoles (GREPA).

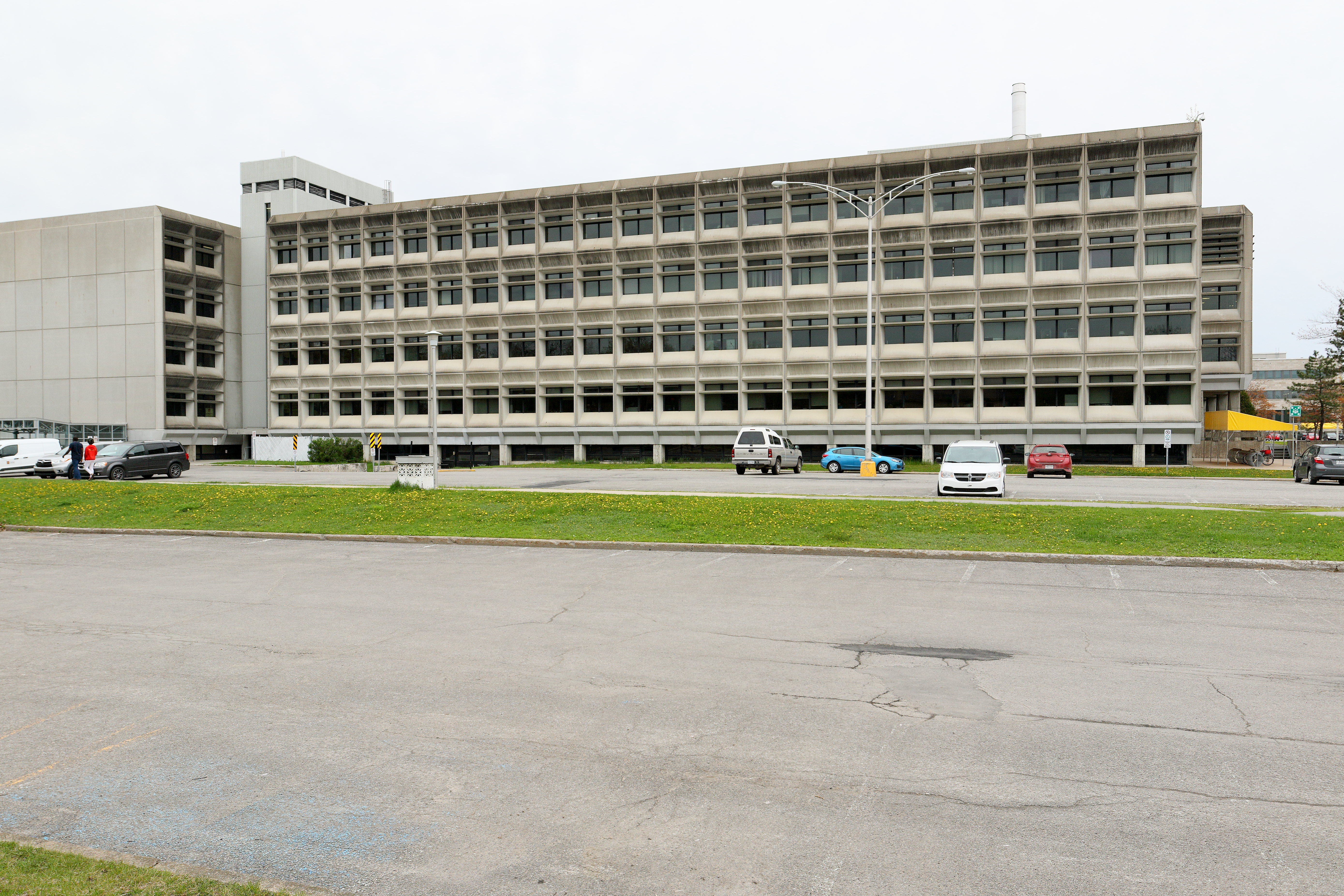
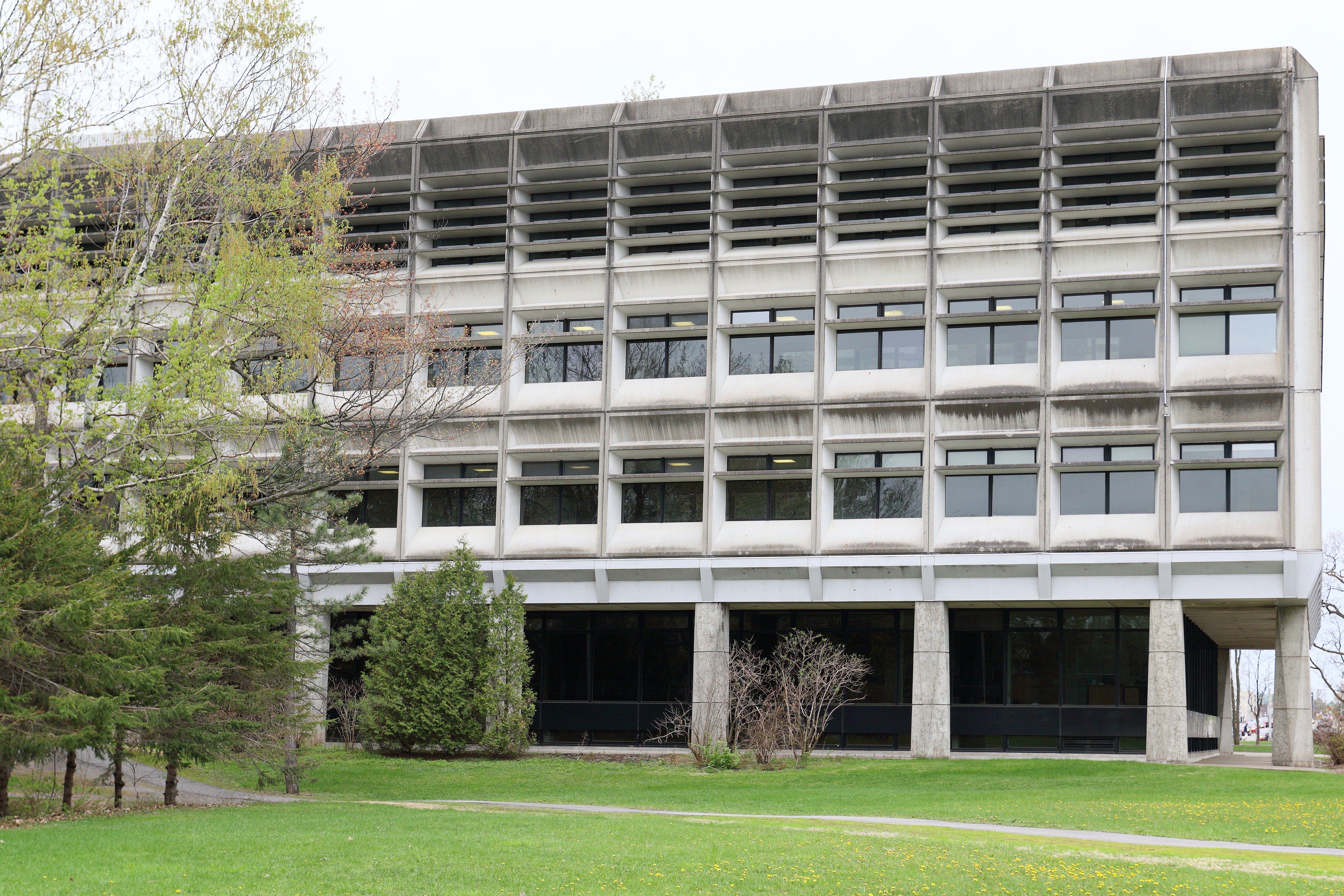
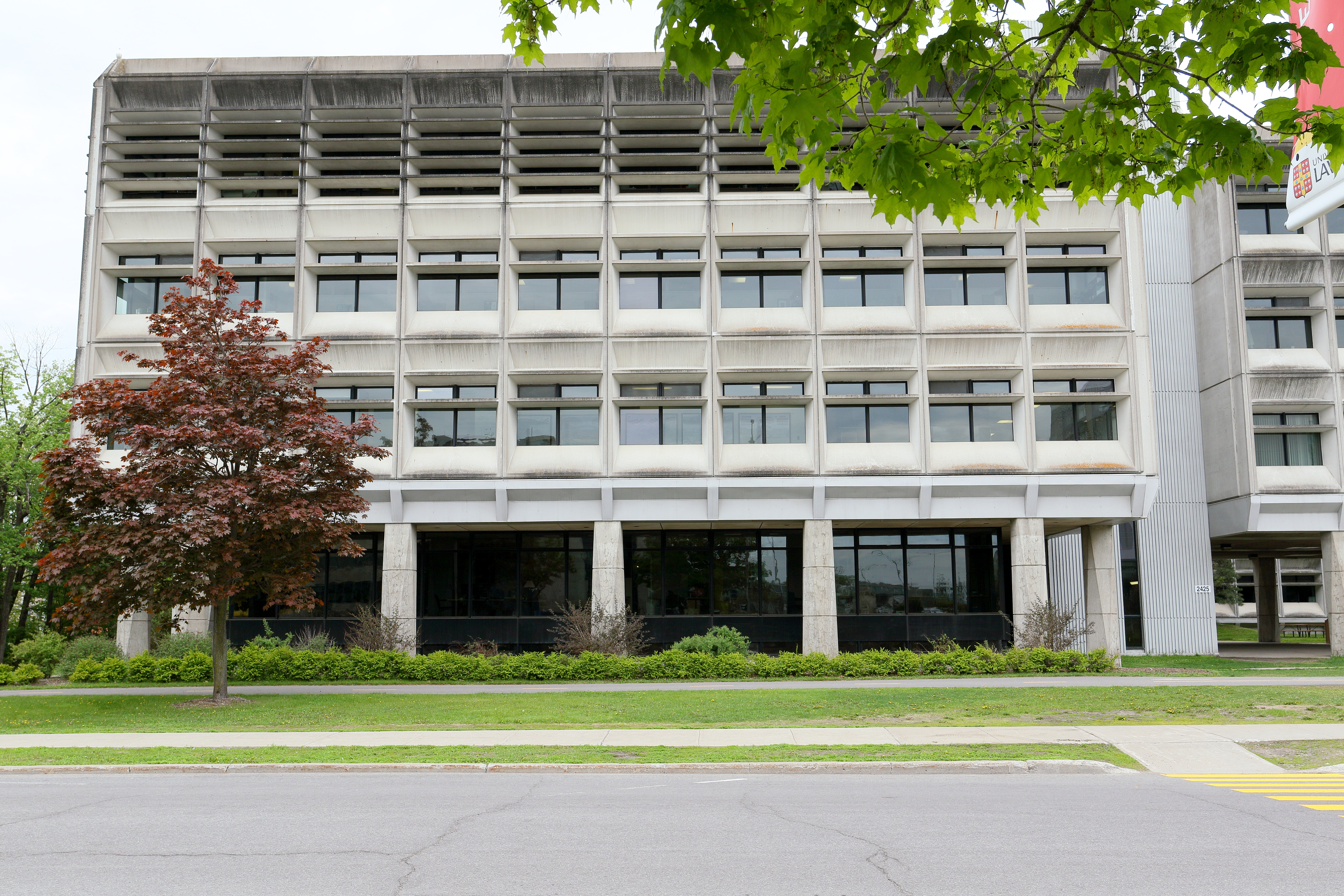
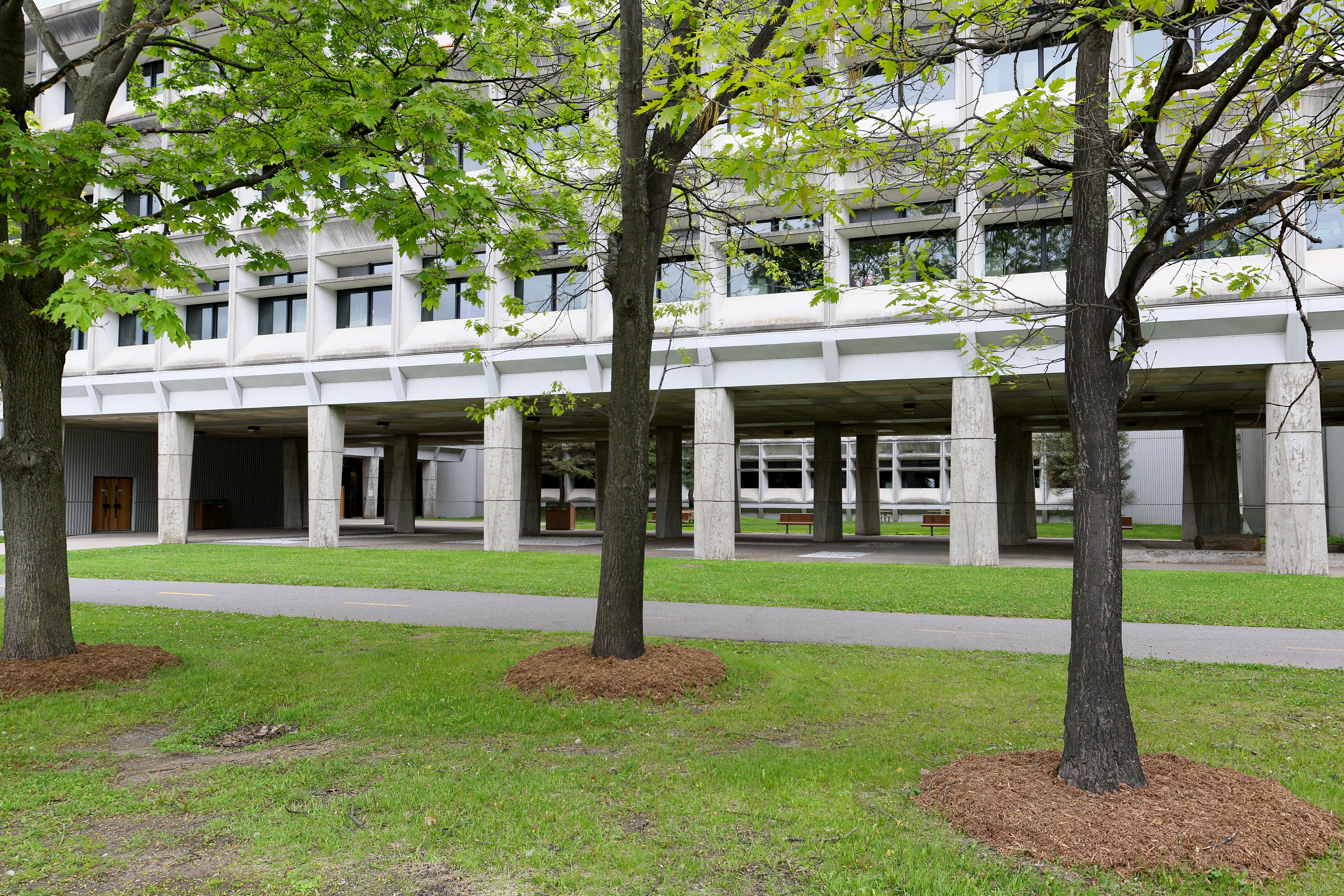
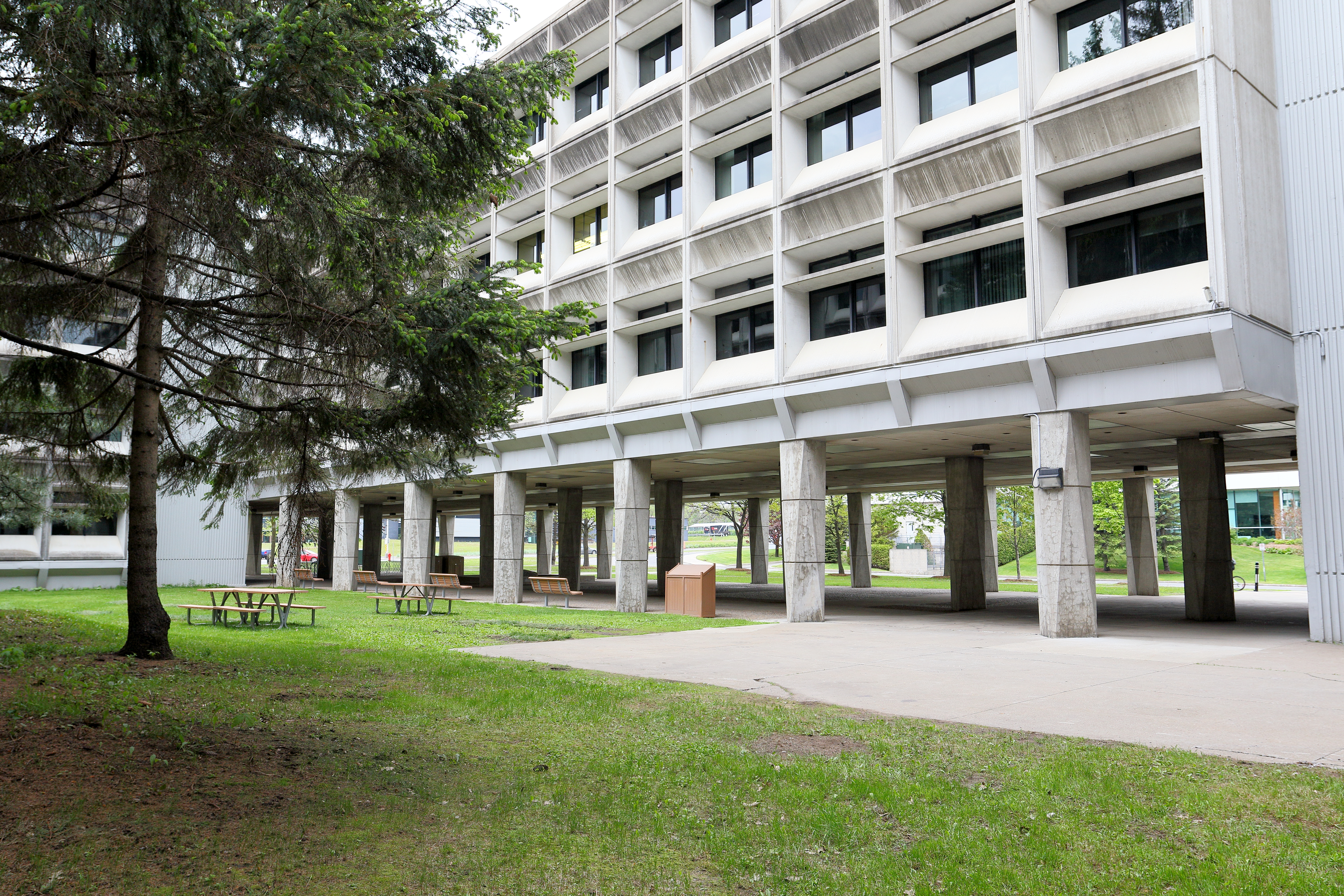
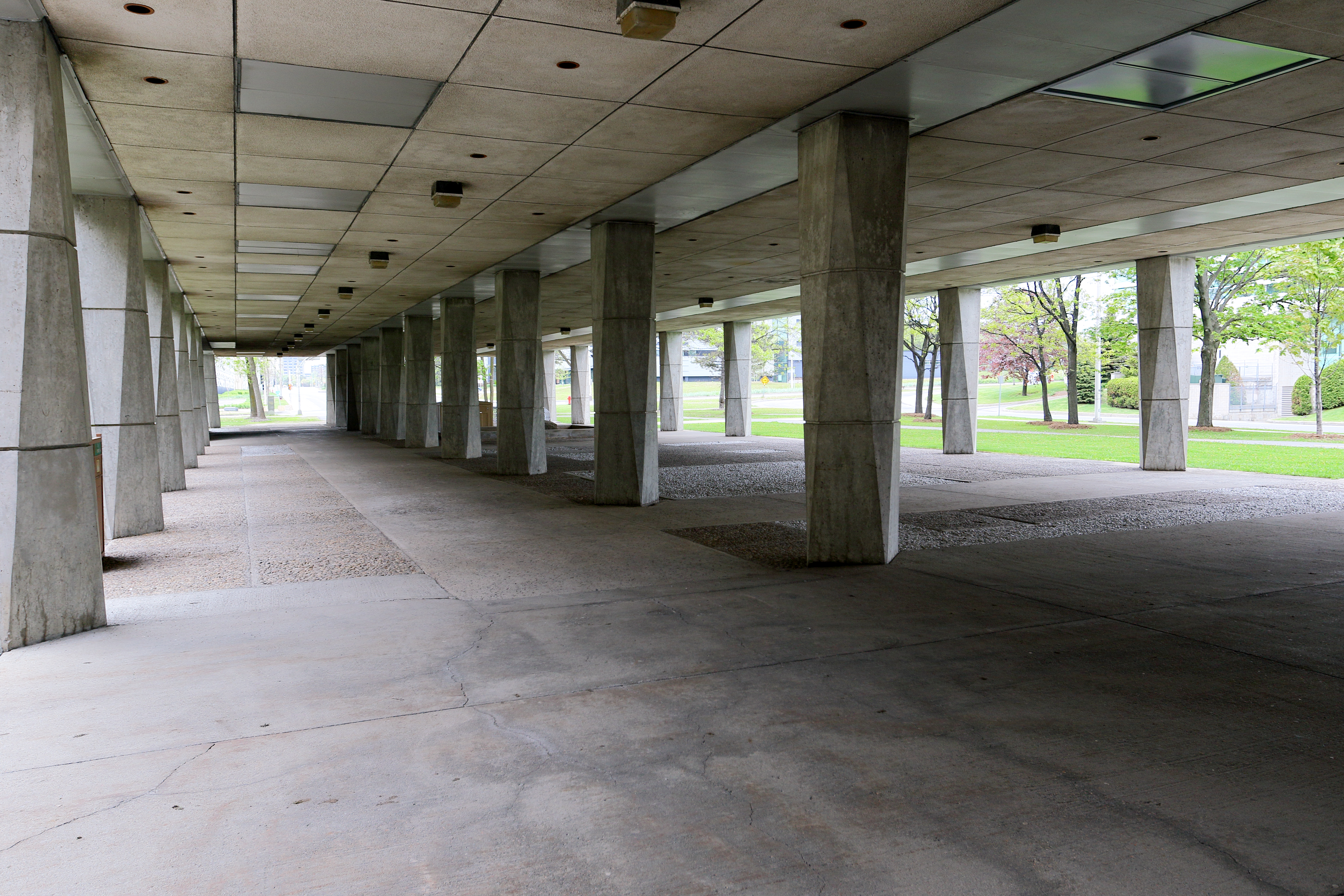